# Quartet de corda núm. 3 (Weinberg)
El Quartet de corda núm. 3 en re menor, op. 14, va ser compost per Mieczysław Weinberg el 1944. Inèdit en vida de l'autor, va ser reformat i reordenat molts anys després (1987) en certa manera en la Segona Simfonia de cambra, op. 147.
No es va estrenar fins al 12 d'octubre de 2007 al Cosmo Rodewald Hall de la Universitat de Manchester interpretat per Quartet Danel.

## Moviments
- I.Presto attacca
- II Andante sostenuto attacca
- III Allegretto[4]

## Origen i context
L'Ària op. 9 i el Capriccio op. 11, compostos durant la residència del compositor a Taixkent, assenyalen la transició cap al Quartet núm. 3, una obra d'intensa sensibilitat.
El Tercer Quartet és el primer d'una remarcable successió d'obres mestres de cambra de Weinberg en els seus tres primers anys a Moscou. És una obra ambiciosa en tres llargs moviments que es toquen de forma continuada. És molt diferent de la relaxada qualitat del segon quartet.
El 1987, va compondre la Simfonia de Cambra núm. 2, op. 147 per a orquestra de corda i timbales, que en gran part era una transcripció del Tercer Quartet amb el moviment lent original enviat al final i un nou segon moviment totalment nou.

## Anàlisi musical
El tercer quartet de corda reverteix, almenys al principi, a la intensitat i fúria del primer, però aquesta vegada amb un llenguatge harmònic molt clarificat i textures més transparents.
En opinió de Gary Higginson, «de tant en tant recorda a Britten, sobretot en l'Andante i en la seva mètrica de 5/4». David Fanning, especialista en la música de Mieczysław Weinberg, considera que «Estructuralment, cada moviment és en si mateix una autèntica aventura. En les diferents seccions del primer moviment, el Presto, diversos pensaments competeixen per l'atenció de l'oient, mentre que la successió de tons sembla improvisada i, per tant, imprevisible».